# Walter Gäbler
Walter Gäbler (* 12. August 1900 in Dresden; † 8. Mai 1974) war ein deutscher Verwaltungsbeamter und Politiker (SED). Er war von 1946 bis 1950 Abgeordneter des Sächsischen Landtags und von 1946 bis 1950 Minister der Sächsischen Landesregierung.

## Leben
Gäbler war Mitglied der Sozialdemokratischen Partei Deutschlands (SPD) und wurde 1933 aus dem Staatsdienst entlassen. Er arbeitete dann als freiberuflicher Wirtschaftsberater. 
Nach dem Zweiten Weltkrieg wurde er 1945 wieder Mitglied der SPD und arbeitete in der Dresdner Stadtverwaltung. Ab Juli 1945 war er als Ministerialdirektor in der Landesverwaltung des Innern und ab September 1945 als Vizepräsident der Landesverwaltung Sachsen mit dem Ressort Landwirtschaft, Handel und Versorgung (Nachfolger von Wilhelm Lenhard) tätig. Ab 1946 war er Mitglied der Sozialistischen Einheitspartei Deutschlands (SED). Er gehörte der Landesbodenkommission an, die mit der Enteignung landwirtschaftlicher Großbetriebe befasst war. Von November 1946 bis Oktober 1950 gehörte er als Mitglied der SED-Fraktion dem Sächsischen Landtag an. Von Dezember 1946 bis 24. November 1950 war er Minister für Arbeit und Sozialfürsorge bzw. für Arbeit und Gesundheitswesen unter den Ministerpräsidenten Rudolf Friedrichs und Max Seydewitz. Er wurde von Richard Goschütz abgelöst und mit einer anderen Funktion im Land Sachsen betraut. Er wirkte später als Vorsitzender des Korea-Hilfsausschusses der Nationalen Front im Bezirk Dresden und war von 1952 bis 1970 als Bezirksdirektor der Versicherungsanstalt Dresden beschäftigt. Gäbler war bis zu seinem Tod Abgeordneter des Bezirkstages und Mitglied der SED-Bezirksleitung Dresden.
Er lebte zuletzt als Veteran in Dresden und starb im Alter von 73 Jahren.

## Auszeichnungen
- 1965  Erinnerungsmedaille 20. Jahrestag der Bodenreform – demokratische Bodenreform
- 1966  Vaterländischer Verdienstorden in Silber
- 1969  Hufeland-Medaille in Gold
- 1970 Orden Banner der Arbeit